# Superbird B3
O Superbird B3, conhecido como Superbird 8 antes do lançamento, e DSN 1 (Kirameki 1) é um satélite de comunicação geoestacionário japonês que foi construído pela NEC em parceria com a Mitsubishi Electric (MELCO). Ele está localizado na posição orbital de 162 graus de longitude leste e é operado conjuntamente pela SKY Perfect JSAT Corporation e DSN Corporation. O satélite foi baseado na plataforma DS-2000 e tem uma vida útil estimada de 15 anos.

## História
A SKY Perfect JSAT Corporation anunciou em abril de 2014, que tinha feito acordos para adquirir o Superbird 8, um sucessor para o seu satélite de comunicações Superbird B2. Após ser colocado em órbita, seu nome foi alterado para Superbird B3.
O novo satélite ocupou o lugar do antigo satélite Superbird B2 em órbita geoestacionária a 162 graus de longitude leste, que chegou ao fim da sua vida útil projetada no ano de 2015. Ele leva a bordo transponders de alto desempenho nas bandas Ku e Ka e fornece serviços de comunicações por satélite, principalmente no mercado japonês.
Leva também a bordo uma carga de comunicações de banda X denominada DSN 1 que foi construída e também é operada pela DSN Corporation para o Ministério da Defesa do Japão.
O Superbird 8 foi danificado em 2016 durante o transporte para o local de lançamento, com as reparações necessárias atrasando o lançamento em cerca de dois anos, com o JCSAT-16 sendo utilizado para preencher a capacidade de banda Ku e de banda Ka.

## Lançamento
O satélite foi lançado com sucesso ao espaço em 5 de abril de 2018, às 21:34 UTC, por meio de um veículo Ariane 5 ECA, a partir do Centro Espacial de Kourou, na Guiana Francesa, juntamente com o satélite HYLAS 4. Ele tinha uma massa de lançamento de 5348 quilogramas.

## Capacidade e cobertura
O Superbird 8 está equipado com vários transponders nas bandas Ku, Ka e X para prestar serviços via satélite ao Japão.